# Gran Premi de Gran Bretanya del 2014
El Gran Premi de Gran Bretanya de Fórmula 1 de la temporada 2014 es va disputar al Circuit de Silverstone, del 4 al 6 de juliol del 2014.

## Resultats de la qualificació
| Pos                  | No | Pilot             | Constructor          | Part 1   | Part 2      | Part 3   | Sortida |
| -------------------- | -- | ----------------- | -------------------- | -------- | ----------- | -------- | ------- |
| 1                    | 6  | Nico Rosberg      | Mercedes             | 1:40.380 | 1:35.179    | 1:35.766 | 1       |
| 2                    | 1  | Sebastian Vettel  | Red Bull-Renault     | 1:45.086 | 1:36.410    | 1:37.386 | 2       |
| 3                    | 22 | Jenson Button     | McLaren-Mercedes     | 1:44.425 | 1:36.579    | 1:38.200 | 3       |
| 4                    | 27 | Nico Hülkenberg   | Force India-Mercedes | 1:41.271 | 1:37.112    | 1:38.329 | 4       |
| 5                    | 20 | Kevin Magnussen   | McLaren-Mercedes     | 1:42.507 | 1:37.370    | 1:38.417 | 5       |
| 6                    | 44 | Lewis Hamilton    | Mercedes             | 1:41.058 | 1:34.870    | 1:39.232 | 6       |
| 7                    | 11 | Sergio Pérez      | Force India-Mercedes | 1:42.146 | 1:37.350    | 1:40.457 | 7       |
| 8                    | 3  | Daniel Ricciardo  | Red Bull-Renault     | 1:44.710 | 1:38.166    | 1:40.606 | 8       |
| 9                    | 26 | Daniïl Kviat      | Toro Rosso-Renault   | 1:41.032 | 1:36.813    | 1:40.707 | 9       |
| 10                   | 25 | Jean-Éric Vergne  | Toro Rosso-Renault   | 1:43.040 | 1:37.800    | 1:40.855 | 10      |
| 11                   | 8  | Romain Grosjean   | Lotus-Renault        | 1:43.121 | 1:38.496    |          | 11      |
| 12                   | 17 | Jules Bianchi     | Marussia-Ferrari     | 1:41.169 | 1:38.709    |          | 12      |
| 13                   | 4  | Max Chilton       | Marussia-Ferrari     | 1:42.082 | 1:39.800    |          | 171     |
| 14                   | 21 | Esteban Gutiérrez | Sauber-Ferrari       | 1:43.285 | 1:40.912    |          | 192     |
| EX3                  | 13 | Pastor Maldonado  | Lotus-Renault        | 1:43.892 | 1:44.018    |          | 203     |
| 16                   | 99 | Adrian Sutil      | Sauber-Ferrari       | 1:42.603 | Sense temps |          | 13      |
| 17                   | 77 | Valtteri Bottas   | Williams-Mercedes    | 1:45.318 |             |          | 14      |
| 18                   | 19 | Felipe Massa      | Williams-Mercedes    | 1:45.695 |             |          | 15      |
| 19                   | 14 | Fernando Alonso   | Ferrari              | 1:45.935 |             |          | 16      |
| 20                   | 7  | Kimi Räikkönen    | Ferrari              | 1:46.684 |             |          | 18      |
| 107% temps: 1:47.406 |    |                   |                      |          |             |          |         |
| 21                   | 9  | Marcus Ericsson   | Caterham-Renault     | 1:49.421 |             |          | 214     |
| 22                   | 10 | Kamui Kobayashi   | Caterham-Renault     | 1:49.625 |             |          | 224     |
| Font:                |    |                   |                      |          |             |          |         |

Notes:
- ^1  — Max Chilton va estar penalitzat amb 5 posicions per substituir la caixa de canvi.[1]
- ^2  — Esteban Gutiérrez va tenir una penalització de deu posicions per un avançament perillós a la cursa anterior i una penalització de cinc posicions per substituir la caixa de canvis.[1]
- ^3  — Pastor Maldonado va ser exclòs dels resultats a causa que viola les regles en no tenir prou combustible per tornar als boxes.[1]
- ^4  — Marcus Ericsson i Kamui Kobayashi no van passar el temps de tall (107% del temps de la pole). Van ser requalificats per la cursa pels comissaris.[1]

## Resultats de la Cursa
| Pos   | No | Pilot             | Constructor          | Voltes | Temps / Retirada | Pos.Sortida | Punts |
| ----- | -- | ----------------- | -------------------- | ------ | ---------------- | ----------- | ----- |
| 1     | 44 | Lewis Hamilton    | Mercedes             | 52     | 2h 26' 52. 094   | 6           | 25    |
| 2     | 77 | Valtteri Bottas   | Williams-Mercedes    | 52     | + 30.135 s       | 14          | 18    |
| 3     | 3  | Daniel Ricciardo  | Red Bull-Renault     | 52     | + 46.495 s       | 8           | 15    |
| 4     | 22 | Jenson Button     | McLaren-Mercedes     | 52     | + 47.390 s       | 3           | 12    |
| 5     | 1  | Sebastian Vettel  | Red Bull-Renault     | 52     | + 53.864 s       | 2           | 10    |
| 6     | 14 | Fernando Alonso   | Ferrari              | 52     | + 59.946 s       | 16          | 8     |
| 7     | 20 | Kevin Magnussen   | McLaren-Mercedes     | 52     | + 1:02.563 min.  | 5           | 6     |
| 8     | 27 | Nico Hülkenberg   | Force India-Mercedes | 52     | + 1:28.692 min.  | 4           | 4     |
| 9     | 26 | Daniïl Kviat      | Toro Rosso-Renault   | 52     | + 1:29.340 min.  | 9           | 2     |
| 10    | 25 | Jean-Éric Vergne  | Toro Rosso-Renault   | 51     | + 1 Volta        | 10          | 1     |
| 11    | 11 | Sergio Pérez      | Force India-Mercedes | 51     | + 1 Volta        | 7           |       |
| 12    | 8  | Romain Grosjean   | Lotus-Renault        | 51     | + 1 Volta        | 11          |       |
| 13    | 99 | Adrian Sutil      | Sauber-Ferrari       | 51     | + 1 Volta        | 13          |       |
| 14    | 17 | Jules Bianchi     | Marussia-Ferrari     | 51     | + 1 Volta        | 12          |       |
| 15    | 10 | Kamui Kobayashi   | Caterham-Renault     | 50     | + 2 Voltes       | 22          |       |
| 16    | 4  | Max Chilton       | Marussia-Ferrari     | 50     | + 2 Voltes       | 17          |       |
| 17    | 13 | Pastor Maldonado  | Lotus-Renault        | 49     | Exhaust          | 20          |       |
| Ret   | 6  | Nico Rosberg      | Mercedes             | 28     | Caixa de canvi   | 1           |       |
| Ret   | 9  | Marcus Ericsson   | Caterham-Renault     | 11     | Suspensions      | 21          |       |
| Ret   | 21 | Esteban Gutiérrez | Sauber-Ferrari       | 9      | Col·lisió        | 19          |       |
| Ret   | 19 | Felipe Massa      | Williams-Mercedes    | 0      | Col·lisió        | 15          |       |
| Ret   | 7  | Kimi Räikkönen    | Ferrari              | 0      | Accident         | 18          |       |
| Font: |    |                   |                      |        |                  |             |       |